# Stockholm Music & Arts

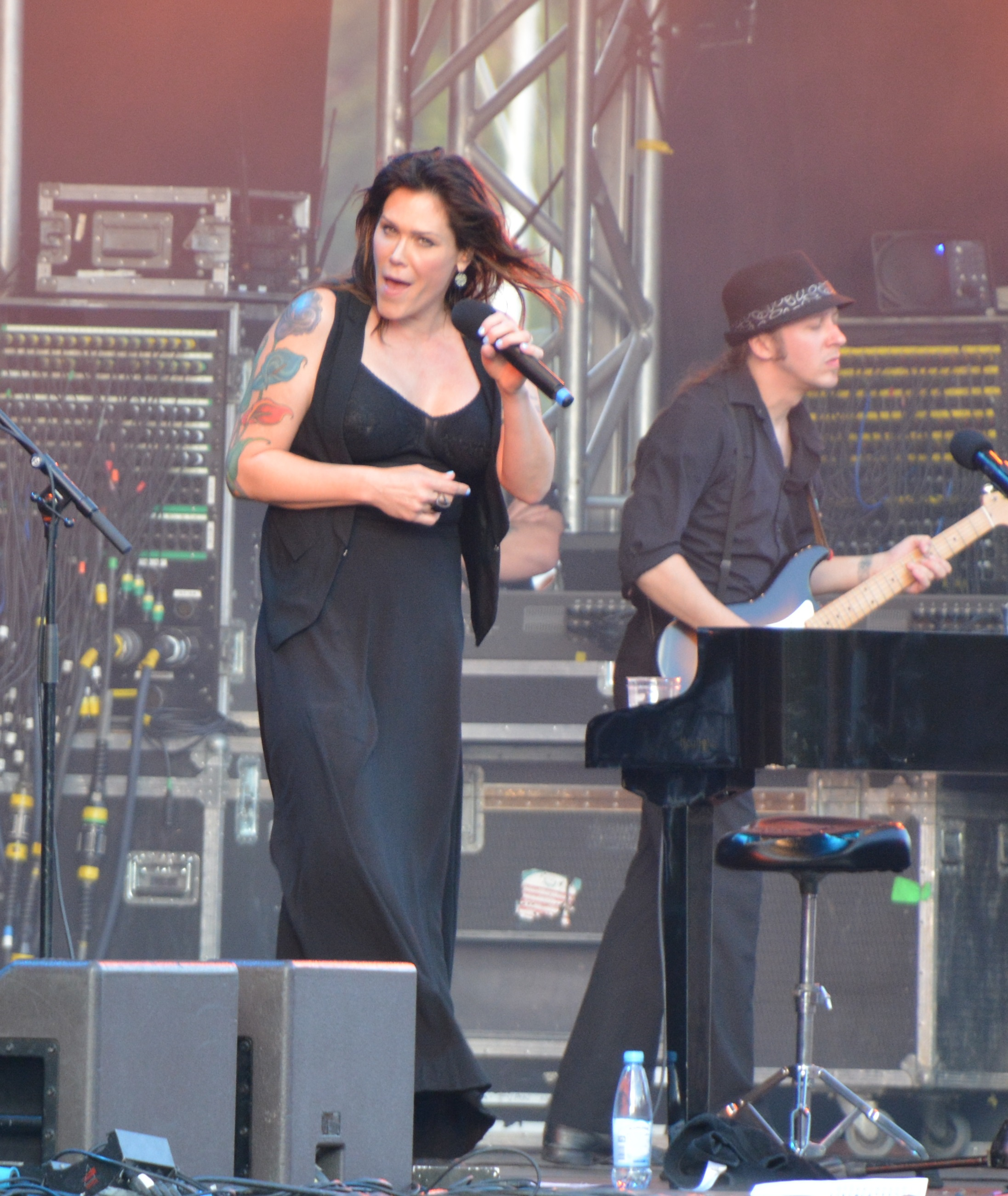
Beth Hart, Stockholm Music & Arts 2015.

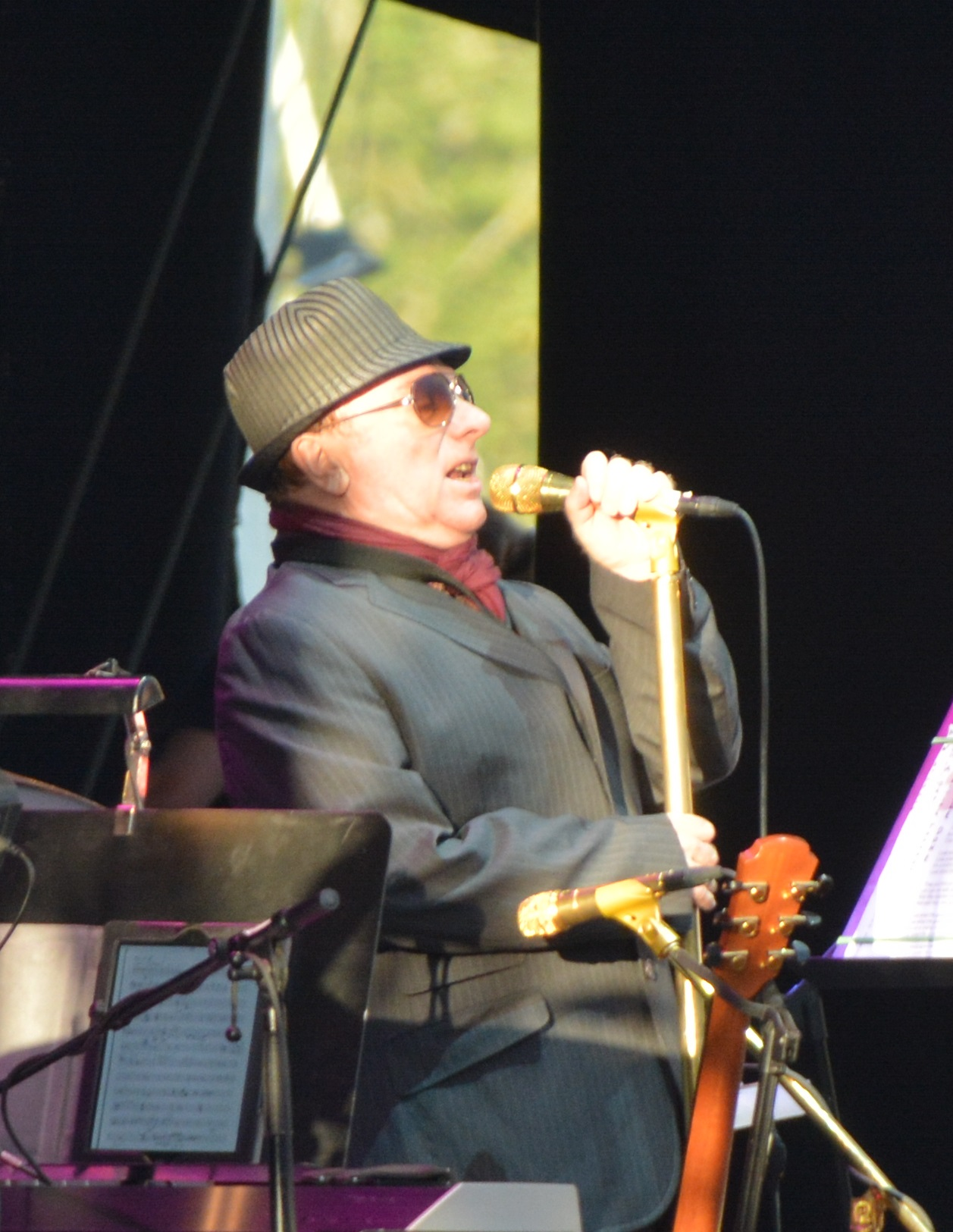
Van Morrison, Stockholm Music & Arts 2015.

Stockholm Music & Arts var en svensk musik- och konstfestival som ägde rum på Skeppsholmen i Stockholm. Festivalen grundades 2012 av Niklas Jonsson och Ola Broquist på arrangören Luger. Artister som Björk, Prince och Patti Smith uppträdde genom åren. Festivalen arrangerades för sista gången 2016.